# Inspetor Clouseau
Jacques Clouseau é o policial francês fictício dos filmes da série A Pantera Cor-de-Rosa, interpretado por Peter Sellers (até A vingança da Pantera Cor-de-Rosa) e Steve Martin (desde The Pink Panther (2006)). Ele já ganhou condecorações de guerra, mas até trabalhar na "Equipe dos sonhos" era guarda de trânsito. Clouseau, nomeado apenas como "O Inspetor", é também o personagem principal de uma série de curtas de animação homónima que faziam parte do The Pink Panther Show. Se casou com sua secretária Nicole. Tem uma mente muito aguçada, mas é desajeitado e  faz e fala muitas coisas absurdas.

## Exemplos
- Tirando vinho de uma adega, fez ela inclinar e bater em um lustre, que destruiu um restaurante.
- Dançando flamenco, derrubou um prato com comida flambada no chão e incendiou o mesmo restaurante, na sua re-inauguração.
- Procurando pistas, soltou vários cavalos.
- Mostrou não saber sobre catolicismo, dizendo ao papa "Você deve ser um homem muito religioso!", chamou o Vaticano de "Papalândia" e disse "A esposa do senhor papa vai ficar muito feliz!".
- Se referiu ao assassino como "Youri, o treinador que treina".
- Chama hambúrguer de Rambarbaga, fazendo o policial do aeroporto  JFK, em Nova Iorque, o prender como terrorista.